# San Cayetano
San Cayetano – miasto w Kolumbii, w departamencie Norte de Santander.